# Metophthalmus septemstriatus
Metophthalmus septemstriatus es una especie de coleóptero de la familia Latridiidae.

## Distribución geográfica
Habita en Oregón (Estados Unidos).